# وارن (نیوجرسی)
وارن (به انگلیسی: Warren Township) شهری در ایالت نیوجرسی کشور ایالات متحده آمریکا است که جمعیت آن در سرشماری سال ۲۰۱۰ میلادی، ۱۵٬۳۱۱ نفر بوده‌است.